# Округ Стантон (Небраска)
Округ Стантон (енгл. Stanton County) је округ у америчкој савезној држави Небраска.

## Демографија
По попису из 2010. године број становника је 6.129, што је 326 (-5,1%) становника мање него 2000. године.
| Група             | 2000.         | 2010.         |
| Белци             | 6.198 (96,0%) | 5.729 (93,5%) |
| Афроамериканци    | 27 (0,4%)     | 41 (0,7%)     |
| Азијати           | 8 (0,1%)      | 6 (0,1%)      |
| Хиспаноамериканци | 149 (2,3%)    | 281 (4,6%)    |
| Укупно            | 6.455         | 6.129         |